# Luperosaurus brooksii
Luperosaurus brooksii är en ödleart som beskrevs av  George Albert Boulenger 1920. Luperosaurus brooksii ingår i släktet Luperosaurus och familjen geckoödlor. Inga underarter finns listade i Catalogue of Life.